# Oker
Oker (njem. Ocker od lat. ochra: bijeložut od grč. ὤχρα, prema ὠχρός: žut; blijed) je prirodni anorganski pigment kojemu je, uz veće primjese (prirodne) gline, glavni sastojak hidratizirani željezni(III) oksid (FeOOHx0,4 H2O), a sadrži i nešto manganovih i kalcijevih spojeva. Porastom udjela željeza (i mangana) boja okera prelazi iz žute u smeđu i crvenosmeđu. Boju mijenja i žarenjem; najprije postaje jačom (intenzivnijom), a zatim prelazi i tamnije nijanse uz istodobno povećanje pokrivne moći. U prapovijesti se oker upotrebljavao za bojenje i slikanje, ali i u obredne svrhe. Crveni oker simbolizira boju života i stari su mu narodi pripisivali snagu krvi. Već od starijeg kamenog doba (paleolitika) koristio se za posipanje tijela pokojnika ili se pokojniku prilagao u grob kao grumen. Zbog toga su i neke prapovijesne zajednice dobile ime prema tom običaju, primjerice kultura grobova s okerom. Poslije se koristio kao važan pigment za boje i lakove (nalič), a danas su ga iz uporabe gotovo potpuno istisnuli sintetski željezni oksidi, pa se žuti sintetski željezni oksid također naziva okerom. Oker je pigment uglavnom zagasite tamnožute (oker) boje, ali i žutosmeđe do crveno smeđe. Sadrži različit udjel getita, te spojeve mangana i kalcija uz veće primjese gline.

## Anorganski obojeni pigmenti
Do danas je poznato više stotina različitih anorganskih obojenih pigmenata koji se međusobno razlikuju prema boji i drugim svojstvima. Prema kemijskom sastavu, kako se obično pigmenti opisuju, razlikuju se četiri glavne grupe pigmenata: oksidni pigmenti, sulfidni i selenidni pigmenti, kromatni pigmenti i cijanidni pigmenti. S obzirom na boju anorganski se pigmenti, izuzevši bijele i crne, mogu ubrojiti u crvene, smeđe, narančaste, žute, zelene i plave pigmente. Boja i kemijski sastav nisu izravno povezani. Tako na primjer, crvenu boju daju, između ostalih, željezni oksid i kadmijev sulfoselenid, dok različiti oksidi, čak istog metala, željeza, mogu biti crveni, smeđi, narančasti, žuti ili crni, uključujući i prijelazne tonove među tim bojama. 

### Oksidni pigmenti
U oksidne pigmente ubrajaju se jednostavni oksidi i hidratizirani oksidi željeza i kroma, te mješoviti pigmenti spinelne ili rutilne strukture. Skupina oksidnih pigmenata vrlo je cijenjena zbog svoje svjetlostalnosti, dobre moći pokrivanja, inertnosti i otpornosti prema otapalima i kemikalijama, te postojanosti na temperature i do 500 °C (osim nekih oksida željeza). Osim tih svojstava, oksidni su pigmenti pogodni i zbog svoje niske cijene.

### Prirodni oksidi željeza
Prirodni oksidi željeza rasprostranjeni su u željeznim rudama širom svijeta, ali je relativno malo ruda dovoljno čisto da bi se isplatilo njihovo iskorištavanje u proizvodnji pigmenata. Oksidni prirodni pigmenti željeza obično se nazivaju prema nalazištima rude. Poznati su španjolski crveni, perzijski crveni, sijena žuti pigmenti i tako dalje. S obzirom na kemijski sastav prirodni oksidni pigmenti željeza sadrže, uz mnoge primjese, određene kemijske spojeve željeza: željezo(III) oksid (α Fe2O3) u crvenim pigmentima, odnosno hidratizirani željezo(III) oksid, getit (α FeOOH) u žutim pigmentima. Prvi se spoj susreće u željeznoj rudi hematitu, a drugi u rudi limonitu. Da bi se iz ruda proizveo pigment, podvrgavaju se one postupcima koji ovise o sastavu rude i o primjesama koje treba ukloniti. Ruda se usitnjuje, primjese se po mogućnosti što bolje odstrane, zatim se proizvod suši, ponekad kalcinira, i melje. Sušenje i kalciniranje osjetljivi su postupci jer se gubitkom vode, što se tom prilikom događa, može promijeniti nijansa pigmenta. Zbog toga su trajanje i temperatura sušenja i žarenja veoma važni i treba ih pažljivo kontrolirati. 
Poznati prirodni oksidni pigmenti željeza jesu željezno crvenilo, oker i umbra.